# Burg Landau
Die Burg Landau  auch Ruine Landauhof und Schloss Landau genannt, ist eine abgegangene Spornburg auf einem langgestreckten 577,4 m ü. NN hohen Sporn über der Donau nordöstlich vom Landauhof auf der heutigen Gemarkung von Binzwangen, Gemeinde Ertingen im Landkreis Biberach in Baden-Württemberg.

## Geschichte
Die Burg Landau wurde 1256 erstmals erwähnt. Erbauer war Hartmann I. von Grüningen († 1280), dessen Stammsitz sich in Grüningen bei Riedlingen befand und dessen Nachfahren sich von Grüningen-Landau nannten. Die Grafen von Grüningen-Landau mussten 1323 Burg und Herrschaft aus einer wirtschaftlichen Notlage heraus verkaufen, konnten sie aber 1356 zurück erwerben. In der zweiten Hälfte des 14. Jahrhunderts schieden die Grafen von Landau, wie sie sich inzwischen nannten, aus dem Grafenstand, stiegen in den Niederadel ab und nannten sich Ritter oder Halbritter. 1437 verlor das Adelsgeschlecht endgültig seinen namensgebenden Sitz, als es Burg und Herrschaft an die Truchsessen von Waldburg verkaufte. Die Waldburger verkauften diesen Erwerb schon 1443 an das Kloster Heiligkreuztal weiter. Als Heiligkreuztal 1804 säkularisiert wurde, fiel sein Besitz, zu dem u. a. auch Binzwangen, Friedingen, Waldhausen, Ertingen, Beuren, Hundersingen sowie der Dollhof, Thalhof und Landauhof gehörten, an das Kurfürstentum Württemberg, ab 1806 Königreich Württemberg.
Die Burg wurde vor 1544 zerstört. Von der auf einem polygonalen Plateau gelegenen Burganlage mit einer Hauptburg am Ende des Bergsporns, die durch einen Burggraben von einer trapezförmigen Nebenburg getrennt war, sind keinerlei steinerne Überbleibsel mehr zu sehen, da die Ruine restlos als Steinbruch für andere Bauvorhaben genutzt wurde.
Im Südwesten grenzt der Landauhof an. Das Hauptgebäude dieses landwirtschaftlichen Anwesens wurde Mitte des 17. Jahrhunderts mit Steinen der Ruine errichtet und steht deshalb unter Denkmalschutz. Das Stallgebäude ist rund hundert Jahre jünger als das Hauptgebäude und wurde im Jahre 1755 errichtet, wie der Inschrift MDCCLV an einem Deckenbalken zu entnehmen ist. Der Hof, der dem Kloster Heiligenkreuztal gehörte, wurde nach der Säkularisation eine königliche Domäne in der Gemeinde Binswangen im Oberamt Riedlingen des württembergischen Donaukreises und ist heute eine Staatsdomäne. Die heutige Pächterfamilie betreibt den Hof, zu dem auch das Gelände der ehemaligen Burg gehört, bereits in der 12. Generation.

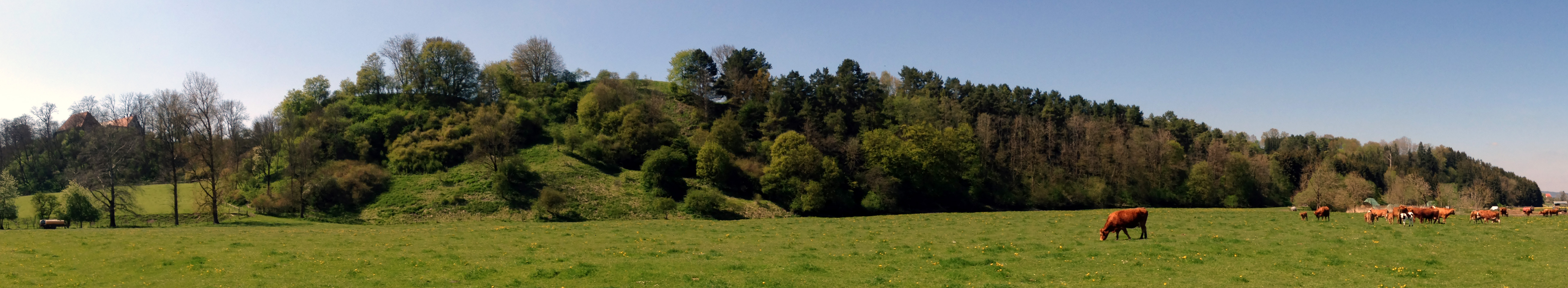
Die Hauptburg befand sich am Ende des Bergsporns in der linken Bildhälfte. Ganz links hinter den Bäumen der Landauhof, dessen Gebäude im 17. und 18. Jahrhundert mit Steinen der Ruine errichtet wurden. Das Panoramafoto wurde aus Richtung Donau aufgenommen.

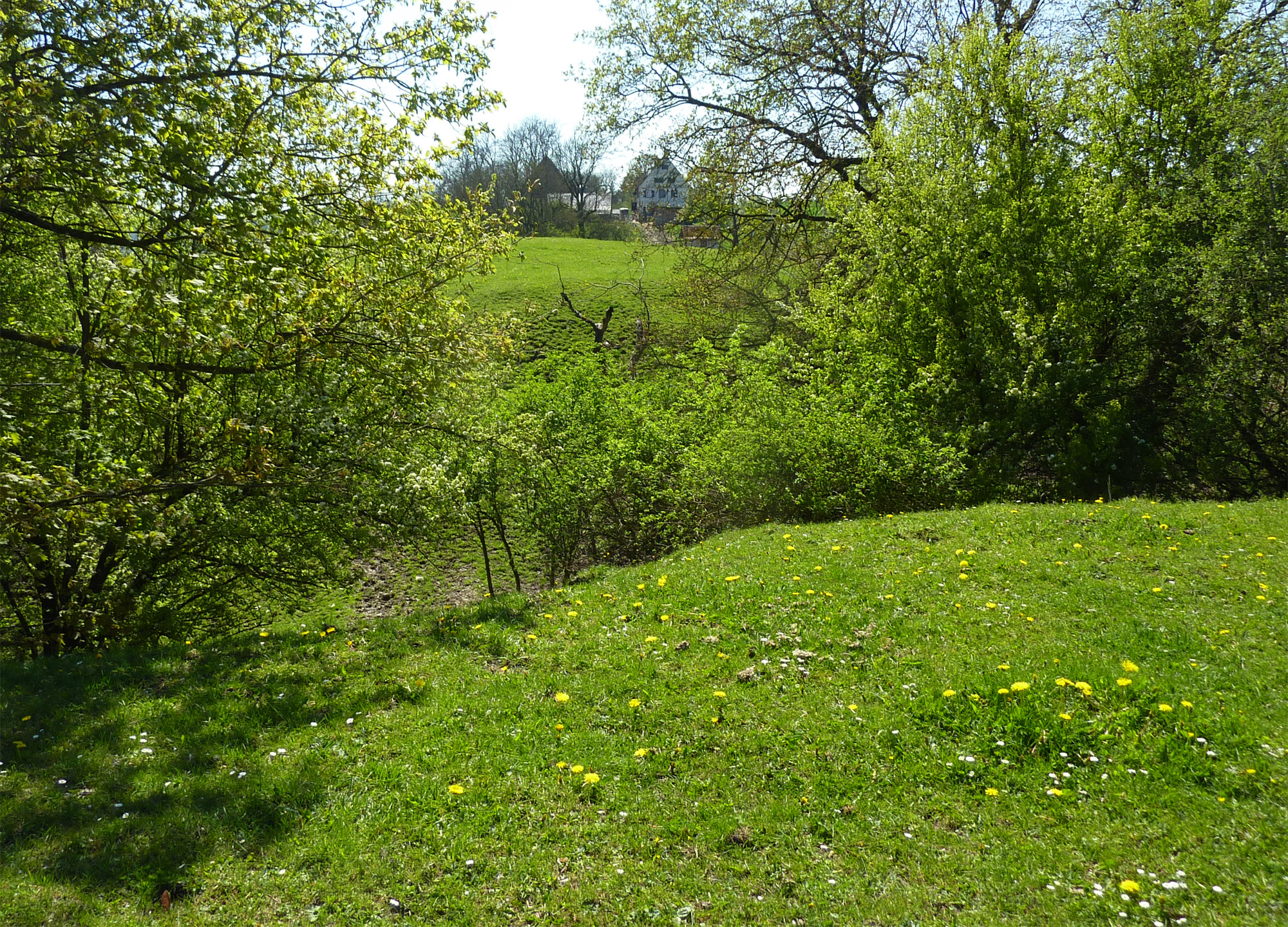
Blick über den Burggraben auf die Fläche, auf der die Hauptburg stand, und den Landauhof.
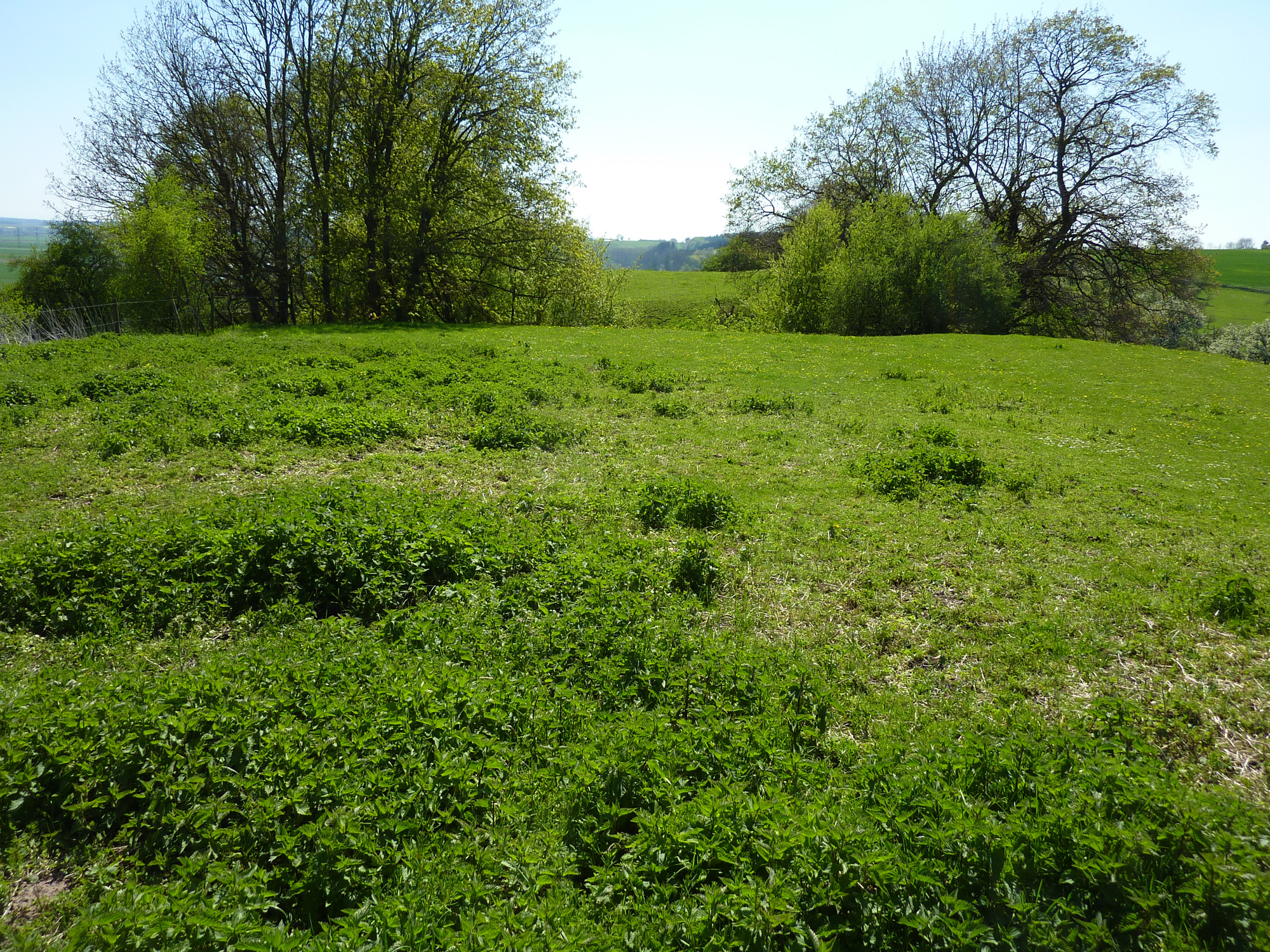
Blick von der Hauptburg über den Burggraben auf die Fläche, auf der die Nebenburg stand.
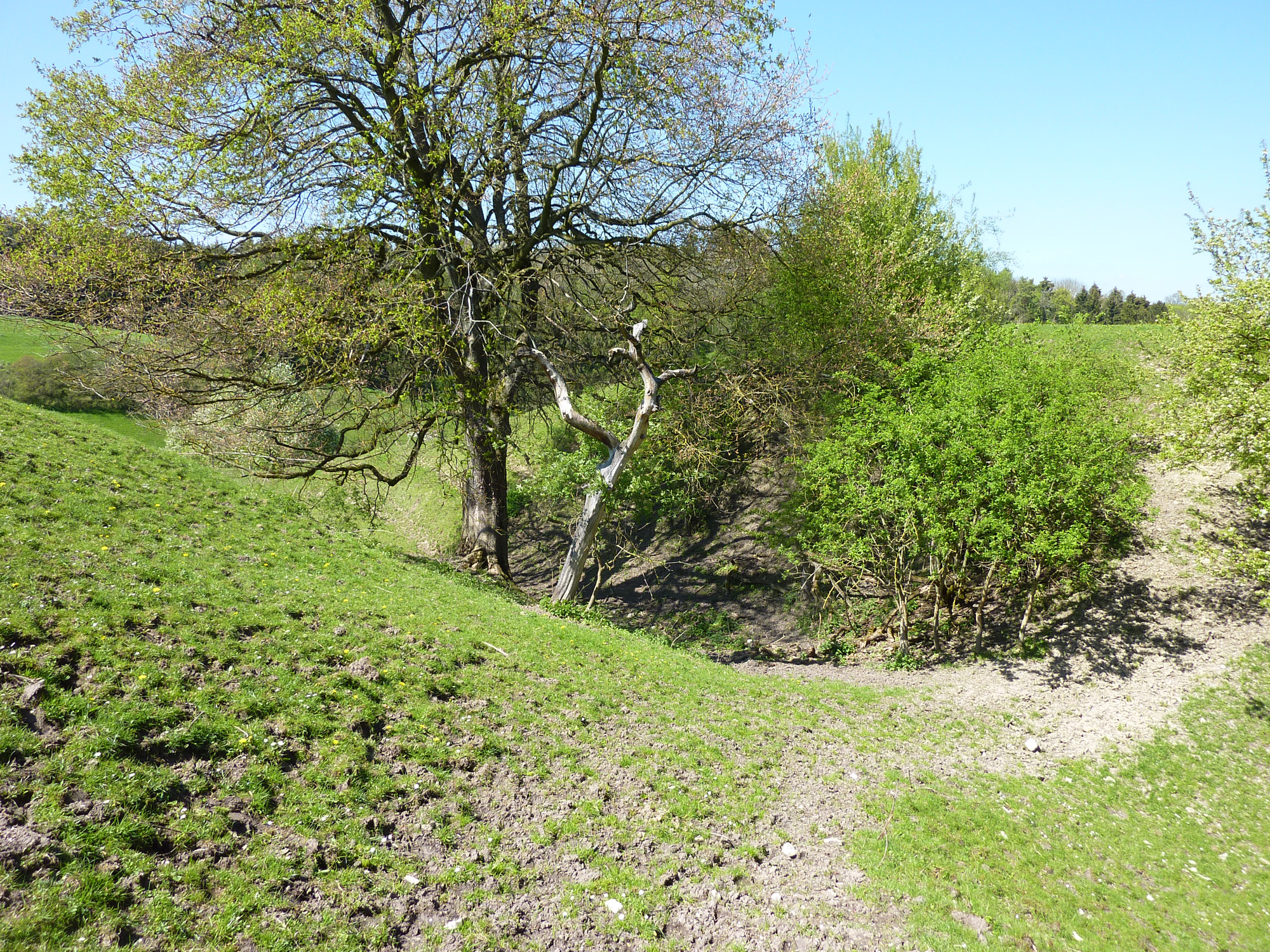
Burggraben und Spuren der Rinder, die um und auf dem Burgberg weiden.
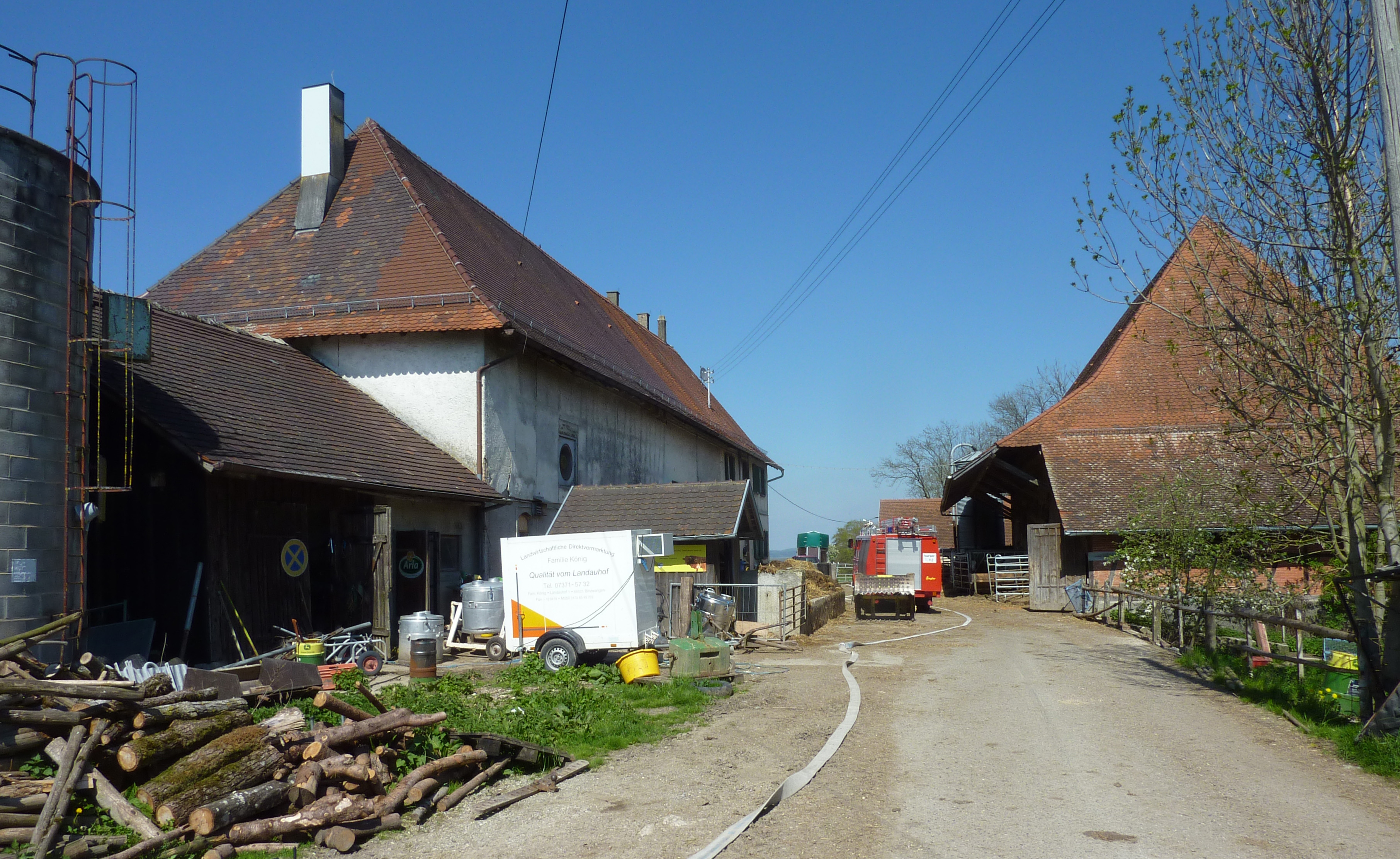
Landauhof, der mit Steinen der Burg erbaut wurde.
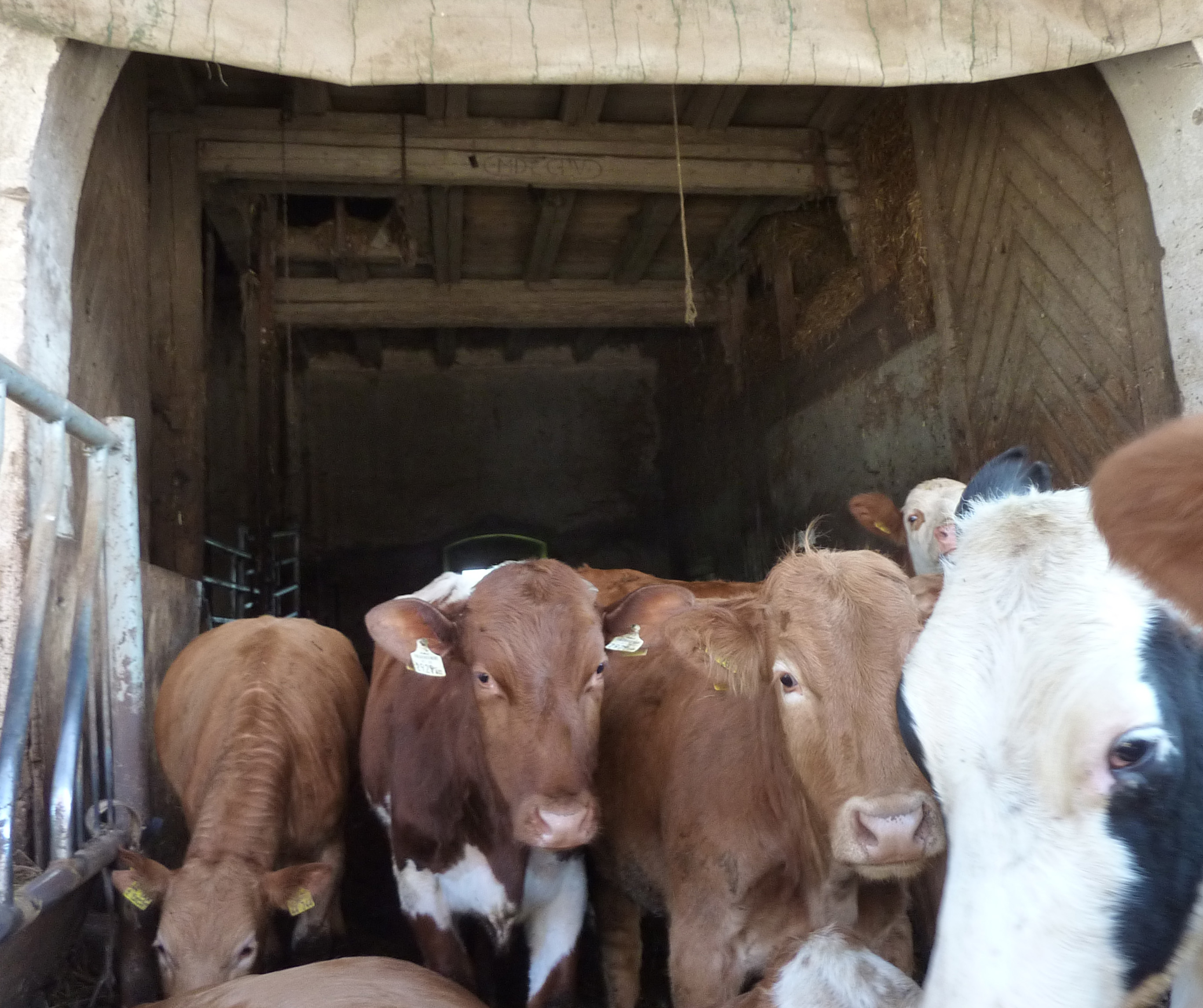
Jahreszahl MDCCLV im Deckenbalken des Stallgebäudes.

## Landschaftsschutzgebiet
Die Flächen rund um die ehemalige Burg im Gewann Schlossberg von Binzwangen sind seit 22. Juni 1995 unter dem Namen Landauhof als Landschaftsschutzgebiet ausgewiesen. Das Gebiet mit der Nummer 4.26.041 hat eine Größe von 45,5 Hektar. Geschützt ist der Prallhang des Donautales, topographisch sehr bewegt und landschaftlich reich strukturiert durch den Wechsel von Hecken, Streuobstbeständen, Wald, Wiesen und Weiden. Es bestehen unterschiedliche Biotope, von Quellhorizonten bis zu Halbtrockenrasen, ein schönes Landschaftsbild und vielfältige Flora und Fauna.

## Weblink
- Steckbrief des Landschaftsschutzgebietes im Schutzgebietsverzeichnis der Landesanstalt für Umwelt Baden-Württemberg